# John Sharkey
 (juillet 2021).
Pour les articles homonymes, voir Sharkey.
John Kevin Sharkey, baron Sharkey (né le 24 septembre 1947) est un homme politique britannique libéral-démocrate. 

## Biographie
Il est responsable de la campagne électorale générale des libéraux-démocrates lors des élections générales au Royaume-Uni de 2010 et directeur de YES! Campagne To Fairer Votes lors du référendum de 2011 sur le vote alternatif au Royaume-Uni. Il est nommé conseiller de Nick Clegg sur les communications stratégiques en janvier 2008.
Il est également ancien codirecteur général de Saatchi & Saatchi UK, fondateur et directeur de Sharkey Associates et administrateur et trésorier honoraire de la Hansard Society. Il est créé pair à vie avec le titre de baron Sharkey, de Niton Undercliff dans l'Île de Wight le 20 décembre 2010.
Lord Sharkey propose la loi dite Alan Turing, par laquelle les hommes qui ont été condamnés en vertu d'une législation interdisant les actes homosexuels seraient graciés.